# Hezbi Islami

Estandarte de Hezbi Islami.

Hezbi Islami (en persa حزب اسلامی, «Partido Islámico»; también escrito como Hizb-e Islami, Hezb-i-Islami, Hezbi-Islami, Hezb-e-Islami, etc.) es una facción político-militar fundamentalista islámica de Afganistán.

## Historia
Fundada por Gulbuddin Hekmatyar en 1975 en el exilio en Pakistán, formándola con antiguos miembros de la Juventud Musulmana, otra organización islámica y anticomunista. Los miembros de Hezbi Islami eran étnicamente pastunes y la ideología del grupo estaba basada en la de los Hermanos Musulmanes de Afganistán y Jamaat-e-Islami de Pakistán. El objetivo de Hezbi Islami era emular a la milicia Ijwán de Arabia Saudita y dejar de lado el fraccionamiento tribal de Afganistán para establecer un Estado islámico unificado.
Hezbi Islami se hizo conocida por ser una de las principales facciones fundamentalistas (llamados sus milicianos muyahidines) durante la guerra de Afganistán (1978-1992).
En 1979, el dirigente Mulavi Younas Jalis se separó de Hekmatyar y estableció su propia Hezbi Islami, conocida como Hezbi Islami Jalis, con su base en Nangarhar. Los que se quedaron con Hekmatyar pasaron a ser conocidos como los Hezbi Islami Gulbuddin.
Como todos los muyahidines, las facciones Hezbi Islami fueron financiadas por el gobierno de Estados Unidos y son responsables de todo tipo de violaciones a los derechos humanos y crímenes de guerra: torturas, violaciones, asesinato y masacres de civiles a lo largo de la Guerra Civil.
Actualmente, una parte de Hezbi Islami es un partido político legal en Afganistán, dirigido por Arghandiwal; y otra es una guerrilla de varios miles de miembros (todavía dirigidos por Hekmatyar) que lucha contra el gobierno de Hamid Karzai.
El 18 de septiembre de 2012 la agrupación se adjudicó un atentado suicida en Kabul que mató 12 personas, en venganza por el video La inocencia de los musulmanes.

## Subfacciones

### Hezbi Islami Gulbuddin
Hekmatyar y sus milicianos operaron cerca de la frontera con Pakistán durante la guerra anticomunista. Áreas tales como Kunar, Lagmán, Jalalabad y Paktia fueron baluartes de Hezbi Islami Gulbuddin. La facción estaba dirigida muy centralizadamente por Hekmatyar y recibió 600 millones de dólares de la ayuda de EE. UU. para combatir en la guerra. También recibió ayuda de los jeques saudíes.
Hezbi Islami Gulbuddin luchó ferozmente por el control de la capital, ciudad de Kabul, entre 1992-1995, una vez que los comunistas habían sido derrotados y se disputaban la hegemonía con otros grupos. Hezbi Islami Gulbuddin es responsable de la muerte de más de 25.000 civiles en los bombardeos que hizo sobre la ciudad, además de haber cortado el suministro de agua y electricidad para forzar la rendición de Jamiati Islami.
Hezbi Islami Gulbuddin fue expulsado de Kabul por el Movimiento Talibán en septiembre de 1996, aunque muchos milicianos y comandantes se unieron voluntariamente a los talibanes por simpatía ideológica y solidaridad tribal. Para 2001, Hezbi Islami Gulbuddin estaba disuelto en la práctica e integrado al Movimiento Talibán.
Según Radio Europa Libre, en 2006 Hekmatyar apareció en un video transmitido por Al-Jazeera y declaró que quería que sus fuerzas luchen junto a Al-Qaeda. De acuerdo con el diario Le Monde, a partir de 2007, el grupo estaba activo en torno a Mazari Sharif y Jalalabad. Hezbi Islami Gulbuddin se atribuyó un ataque en 2008 en un desfile militar que casi mató al presidente Karzai, una emboscada cerca de Kabul en agosto de ese año que dejó diez soldados franceses muertos y, el 3 de octubre de 2009 el ataque de 150 insurgentes en un lugar remoto en la provincia de Nuristán, matando a ocho soldados estadounidenses e hiriendo a 24.
También ha habido reportes de enfrentamientos entre miembros de Hezbi Islami Gulbuddin y los talibanes; así como de la deserción de altos miembros de la milicia al gobierno afgano.
Para 2010 continuaban tanto los combates contra la OTAN así como las deserciones en Hezbi Islami Gulbuddin. En el campo de concentración de Guantánamo hay decenas de presuntos miembros de la milicia integrista.

### Hezbi Islami Jalis

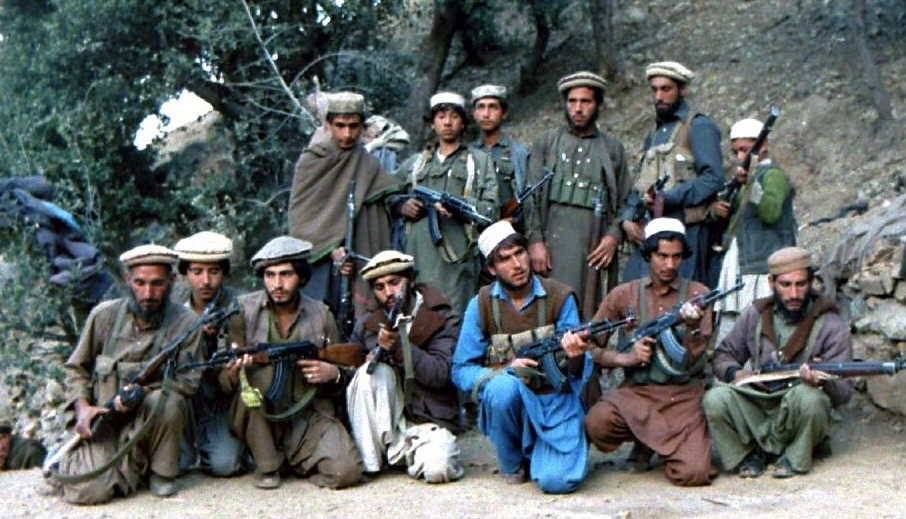
Muyahidines de Hezbi Islami Jalis, octubre de 1987.

En 1979 Mulavi Younas Jalis tomó su propio camino y junto a sus yihadistas formó una guerrilla que era parte de las conocidas como «las Siete Peshawar». Entre sus comandantes más famosos estaban Abdul Haq, Amin Wardak y Jalaluddin Haqqani.
Tras la muerte de Jalis en 2006, se produjo una lucha por el liderazgo de la facción entre su hijo Anwar ul Haq Mujahid y el gobernador de la provincia de Kabul Haji Din Mohammad. Este último ha logrado el control sobre la mayor parte de la facción.

### Hezbi Islami Jalid Faruqi
Una subfacción de Hezbi Islami responde a Jalid Faruqi, actual parlamentario afgano por la provincia de Paktīkā.